# Andreas Ludwig
Andreas Ludwig (Ulma, 11 settembre 1990) è un calciatore tedesco, centrocampista dell'Ulma.

## Carriera
Ha giocato 6 partite nella prima divisione tedesca; ha inoltre giocato anche nella seconda divisione tedesca.

## Palmarès

### Club

#### Competizioni nazionali
- 3. Liga: 2

Magdeburgo: 2017-2018
Ulm: 2023-2024
- Fußball-Regionalliga: 1

Ulm: 2022-2023